# Gmina Lavassaare
Gmina Lavassaare (est. Lavassaare vald) – gmina wiejska w Estonii, w prowincji Parnawa.